# Tyenykai járás

A Tyenykinszki járás a Magadani területen

A Tyenykinszki járás (oroszul Тенькинский район) Oroszország egyik járása a Magadani területen. Székhelye Uszty-Omcsug.

## Népesség
- 2002-ben 8 109 lakosa volt.
- 2010-ben 5 423 lakosa volt.